# Vila Franca do Campo
Vila Franca do Campo es una villa portuguesa en la Isla de São Miguel, Región Autónoma de Azores, sede de un municipio co 78,00 km² de área y 11 150 habitantes (2001), subdividido en 6 freguesias. El municipio limita al norte por el municipio de Ribeira Grande, al este por Povoação, al oeste por Lagoa y al sur por el océano Atlántico. 

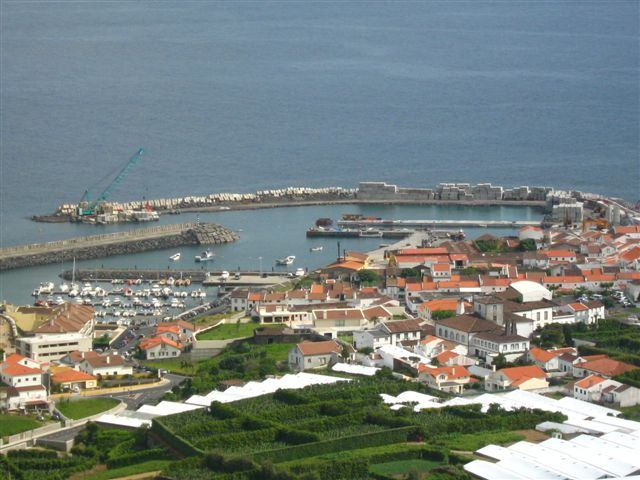
Vista general de la ciudad y el puerto.

Frente a Vila Franca do Campo, a cerca de 1200 m del porto do Tagarete, se encuentra el Islote de Vila Franca, un roque que posee en su interior una caldera inundada de forma casi perfectamente circular. El islote de Villa Franca es desde 1993 una reserva natural, constituyendo un importante lugar de veraneo.

## Población
| Población del municipio de Vila Franca do Campo (1849 – 2004) | Población del municipio de Vila Franca do Campo (1849 – 2004) | Población del municipio de Vila Franca do Campo (1849 – 2004) | Población del municipio de Vila Franca do Campo (1849 – 2004) | Población del municipio de Vila Franca do Campo (1849 – 2004) | Población del municipio de Vila Franca do Campo (1849 – 2004) | Población del municipio de Vila Franca do Campo (1849 – 2004) | Población del municipio de Vila Franca do Campo (1849 – 2004) |
| ------------------------------------------------------------- | ------------------------------------------------------------- | ------------------------------------------------------------- | ------------------------------------------------------------- | ------------------------------------------------------------- | ------------------------------------------------------------- | ------------------------------------------------------------- | ------------------------------------------------------------- |
| 1849                                                          | 1900                                                          | 1930                                                          | 1960                                                          | 1981                                                          | 1991                                                          | 2001                                                          | 2004                                                          |
| 8398                                                          | 11 190                                                        | 11 204                                                        | 14 596                                                        | 11 866                                                        | 11 050                                                        | 11 150                                                        | 11 039                                                        |

## Geografía
Las freguesias de Vila Franca do Campo son las siguientes:
- Água de Alto
- Ponta Garça
- Ribeira das Tainhas
- Ribeira Seca
- São Miguel (Vila Franca do Campo)
- São Pedro (Vila Franca do Campo)